# Бранко Гавелла
Бранко Гавелла (хорв. Branko Gavella; 28 липня 1885, Загреб, Австро-Угорщина — 8 квітня 1962, там же, Хорватія, СФРЮ) — визначний хорватський театральний режисер, театрознавець і театральний педагог.

## Біографія
Бранко Гавелла вивчав філософію і германістику у Відні. Творчий шлях почав з написання театральних рецензій для загребської газети Agramer Tagblatt. У 1914 році відбувся його перший досвід режисування у Національному театрі (HNK).
Гавелла в цей час виступив із закликом створити національну хорватську акторську школу, яка б не поступалася тій, що була в Національному театрі (HNK), ставити найяскравіші хорватські спектаклі та реалізовувати численні постановки національного оперного репертуару. Зокрема, він особливо наполягав на постановках драматичних п'єс на тему хорватської історичної спадщини.
У повоєнний час — після Другої світової війни Бранко Гавелла працював у Братиславі (Словаччина), Остраві (Чехія) та Любляні (Словенія). Нарешті 1949 року Гавелла повернувся у свій рідний Загреб, і на початку 1950-х років добився перетворення Крайової акторської школи (хорв. Zemaljska glumačka škola) в Загребі у Академію театрального мистецтва (нині Академія драматичного мистецтва / хорв. Akademija dramske umjetnosti).
У 1953 році Бранко Гавелла започаткував створення в Загребі драматичного театру (нині драмтеатр Гавелла).
Бранко Гавелла особисто зрежисерував понад 270 драматичних вистав, опер та оперет. Також він є автором важливих для хорватського театрознавста книг-монографій: «Хорватське акторство» (хорв. Hrvatsko glumište), «Актор і театр» (хорв. Glumac i kazalište) та «Література і театр» (хорв. Književnost i kazalište).
Бранко Гавелла є одним з найбільших митців у театрі Хорватії. Художник і теоретик, організатор і педагог, режисер, перекладач і письменник, чиї життя і діяльність визначили цілу епоху хорватської культури, зокрема театральної.

## Цікавий факт
Бранко Гавелла як арбітр судив перший матч футбольної першості на території нинішньої Хорватії — це відбулося у вересні 1912 року під час матчу між HŠK Croatia та Tipografski ŠK.